# Amtsgericht Rheda

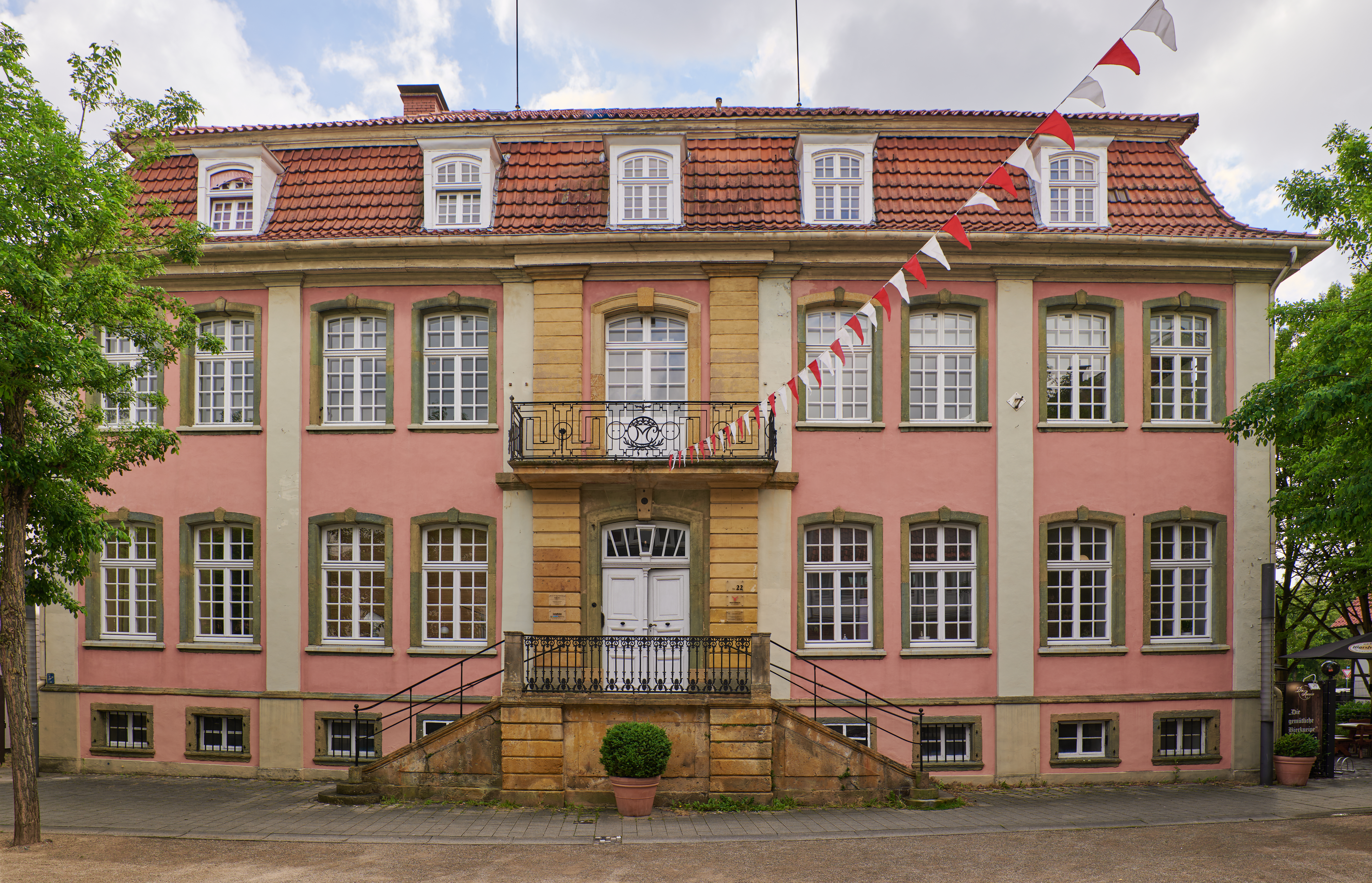
Ehemaliges Amtsgericht in Rheda (2022)

Das Amtsgericht Rheda war von 1879 bis 1970 ein Amtsgericht mit Sitz in Rheda.

## Geschichte
In Rheda bestand von 1849 bis 1879 die Gerichtskommission Rheda des Kreisgerichts Bielefeld. Im Rahmen der Reichsjustizgesetze wurden 1879 reichsweit einheitlich Oberlandes-, Land- und Amtsgerichte gebildet. Das königlich preußische Amtsgericht Rheda wurde mit Wirkung zum 1. Oktober 1879 als eines von 14 Amtsgerichten im Bezirk des Landgerichtes Bielefeld im Bezirk des Oberlandesgericht Hamm gebildet. Der Sitz des Gerichts war die Stadt Rheda. Sein Gerichtsbezirk umfasste aus dem Kreis Wiedenbrück die Ämter Herzebrock und Rheda. Am Gericht bestand 1880 eine Richterstelle. Das Amtsgericht war damit ein kleines Amtsgericht im Landgerichtsbezirk.
In Folge der Weltwirtschaftskrise wurden 60 Amtsgerichte auf Grund von Sparverordnungen aufgehoben. Mit der Verordnung über die Aufhebung von Amtsgerichten vom 30. Juli 1932 wurde das Amtsgericht Rheda zum 30. September 1932 aufgehoben und sein Sprengel dem Amtsgericht Wiedenbrück zugeordnet.
Im Jahre 1970 wurden Rheda und Wiedenbrück zusammengeschlossen, entsprechend wurde das Amtsgericht Wiedenbrück zum Amtsgericht Rheda-Wiedenbrück.

## Gerichtsgebäude
Das Amtsgerichtsgebäude aus dem Jahre 1749 ist ein neunachsiges Barockhaus (Berliner Straße 22/24 und 22a). Es steht als Baudenkmal unter Denkmalschutz.